# Gyros

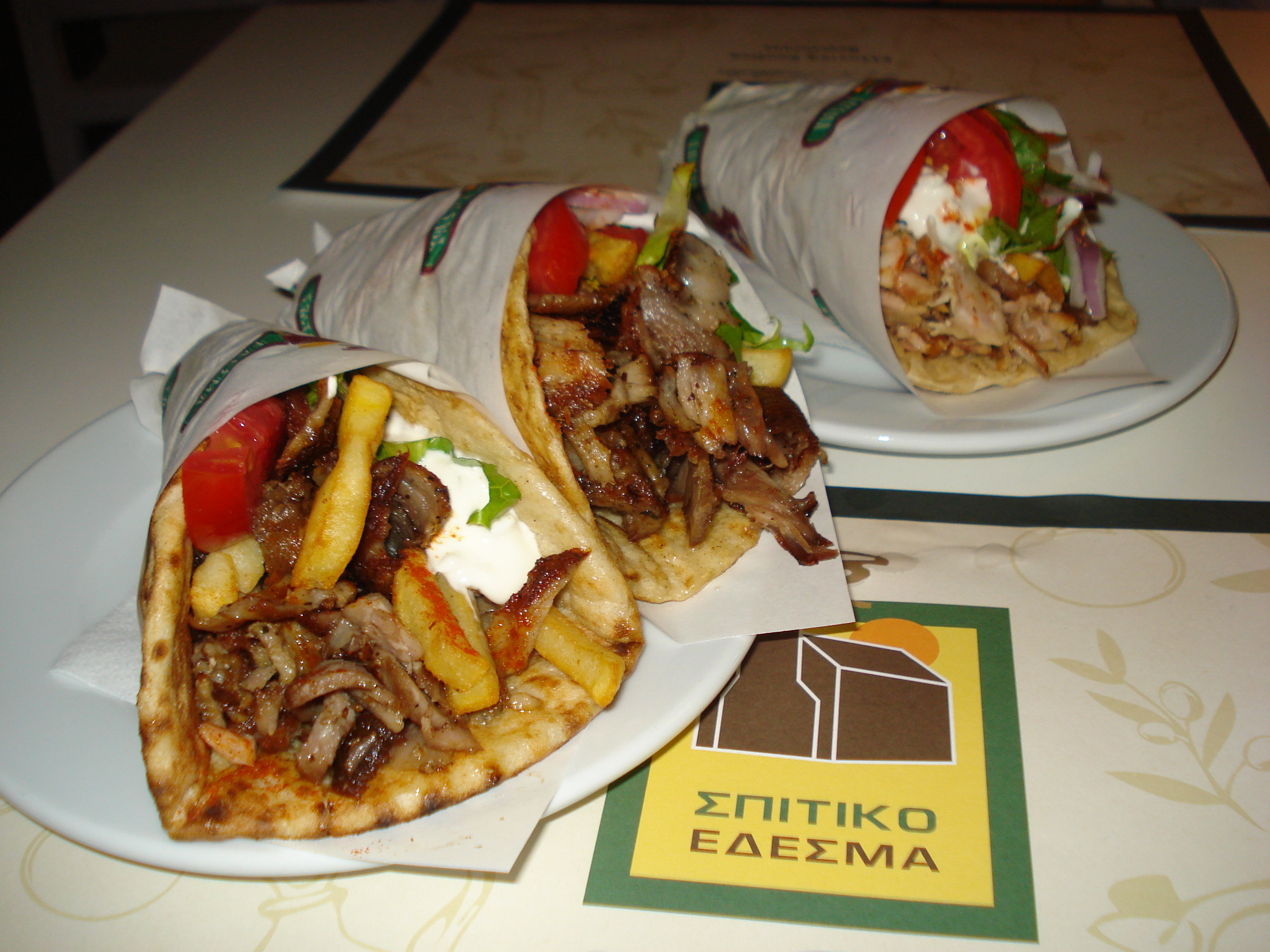
Gyros med pitabröd.

Gyros (från grekiska γύρος som har betydelsen varv eller sväng) är en snabbmatsrätt inom det grekiska köket. Det består av skivat fläskkött – alternativt kyckling eller lamm – som tillagas på ett roterande spett och ofta serveras i pitabröd (oftast i strutform) med olika tillbehör.
Den vanligaste gyrosen består av kött, pommes frites, tzatziki, tomat och lök men regionala skillnader och kundens egna urval förekommer. Pitabrödet kan serveras på alla möjliga vis, till exempel grillat eller friterat.
Gyros har inspirerats av den snarlika döner kebab. Maträtten blev vanlig som grekisk snabbmat (i delar av USA) på 1970-talet och spreds ursprungligen antingen från Aten-stadsdelen Plaka eller den grekiska diasporan i New York.